# Helicia oreadum
Helicia oreadum är en tvåhjärtbladig växtart som beskrevs av Friedrich Ludwig Diels. Helicia oreadum ingår i släktet Helicia och familjen Proteaceae. Inga underarter finns listade i Catalogue of Life.